# 영산 전투
영산 전투는 6.25 전쟁 초기에 1950년 9월 1일부터 5일까지 대한민국 창녕군 영산에서 유엔군과 조선인민군 사이에 벌어진 교전이다. 이 전투는 낙동강 방어선 전투의 일부였으며, 동시에 벌어진 여러 대규모 교전 중 하나였다. 이 전투는 많은 수의 미군이 강력한 조선인민군의 공격을 격퇴한 후 유엔군의 승리로 끝났다.
인근 제2차 낙동강 돌출부 전투에서 조선인민군은 낙동강을 따라 미군 제2보병사단 (미국) 방어선을 돌파했다. 이 약점을 이용하여 조선인민군 제9사단과 제4사단은 낙동강 동쪽에 위치한 마을이자 낙동강 방어선의 유엔군 보급 및 증원선의 관문인 영산으로 공격했다. 이어서 영산을 놓고 조선인민군과 미군 사이에 전투가 벌어졌다.
조선인민군은 낙동강 돌출부의 침투로 인해 양분된 제2보병사단으로부터 영산을 잠시 점령할 수 있었다. 월턴 워커 중장은 공격의 위험을 감지하고 미국 해병대 제1임시해병여단을 투입하여 반격했다. 사흘간의 치열한 전투 끝에 육군과 해병대 병력은 조선인민군을 마을 밖으로 밀어내고 공격해온 두 사단을 격멸했다. 이 승리는 낙동강 돌출부 전투에서 승리하기 위한 중요한 단계였다.

## 배경

### 낙동강 방어선
6.25 전쟁 발발과 북한의 남침 이래, 조선인민군은 한국군과 한국의 붕괴를 막기 위해 파견된 유엔군 모두에게 병력과 장비에서 우위를 점했다. 조선인민군의 전술은 모든 접근로에서 유엔군을 남쪽으로 공격적으로 추격하고, 정면 공격과 양 측면의 양면 포위 공격을 개시하여 적극적으로 교전하는 것이었다. 이를 통해 조선인민군은 적군을 포위하고 차단하여 종종 많은 장비를 남기고 혼란 속에 퇴각하도록 강요했다. 6월 25일 초기 공세부터 7월과 8월 초의 전투에 이르기까지 조선인민군은 이러한 전술을 사용하여 모든 유엔군을 효과적으로 격파하고 남쪽으로 밀어붙였다. 그러나 미국 제8군 휘하의 유엔군이 8월에 낙동강 방어선을 구축하자, 유엔군은 조선인민군이 측면을 공격할 수 없는 한반도 전역에 걸쳐 연속적인 방어선을 유지했다. 그리고 우월한 유엔 물류 시스템이 더 많은 병력과 보급품을 유엔군에게 가져다주면서 조선인민군의 병력 우위는 매일 감소했다.

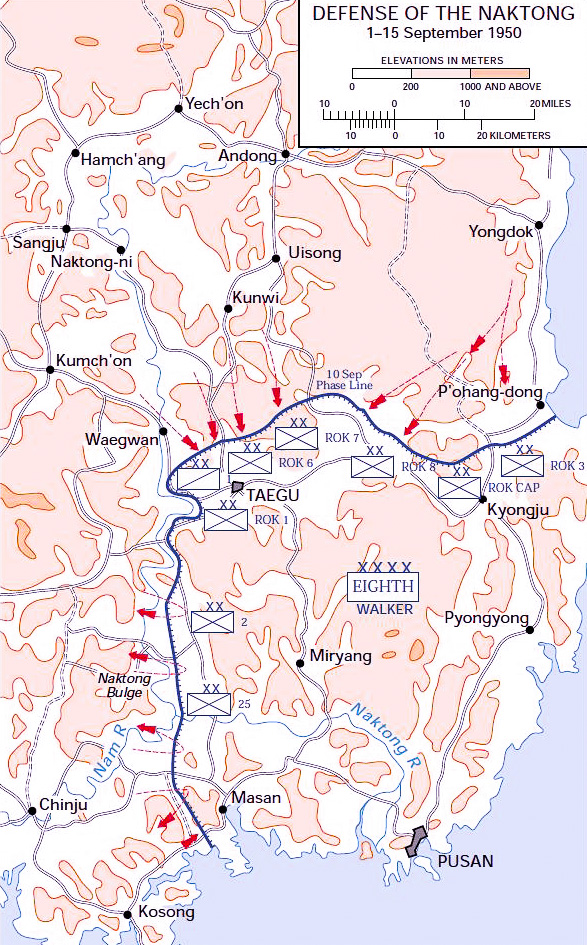
1950년 9월 낙동강 방어선 지도. 경주 회랑은 가장 북동쪽 지역이다.

조선인민군이 8월 5일 낙동강 방어선에 접근했을 때, 그들은 방어선으로 진입하는 네 가지 주요 접근로에서 동일한 정면 공격 전술을 시도했다. 8월 내내 조선인민군 제6사단 (조선민주주의인민공화국), 그리고 나중에 조선인민군 제7사단 (조선민주주의인민공화국)은 마산 전투에서 미군 제25보병사단 (미국)과 교전하여 초기에는 유엔군의 반격을 격퇴한 후 학당리와 전투산에서 역공을 펼쳤다. 이 공격들은 잘 무장하고 충분한 예비군을 가진 유엔군이 조선인민군의 공격을 반복적으로 격퇴하면서 교착 상태에 빠졌다. 마산 북쪽에서는 조선인민군 제4사단과 미군 제24보병사단 (미국)이 낙동강 돌출부 지역에서 격전을 벌였다. 제1차 낙동강 돌출부 전투에서 조선인민군 사단은 대규모 미군 예비 병력이 투입되어 격퇴되면서 강을 건넌 교두보를 유지할 수 없었고, 8월 19일 조선인민군 제4사단은 50%의 사상자를 내고 강 건너편으로 후퇴해야 했다. 대구 지역에서는 대구 전투 동안 도시를 공격하려는 여러 시도에서 5개의 조선인민군 사단이 3개의 유엔 사단에 의해 격퇴되었다. 특히 볼링장 전투에서는 조선인민군 제13사단이 공격에서 거의 전멸하는 치열한 전투가 벌어졌다. 동해안에서는 포항 전투 동안 포항에서 3개의 조선인민군 사단이 한국군에 의해 격퇴되었다. 전선 전체에서 조선인민군은 이러한 패배로 휘청거렸는데, 이는 전쟁에서 그들의 전술이 효과를 거두지 못한 첫 번째 사례였다.

### 9월 공세
새로운 공세를 계획하면서 조선인민군 사령부는 유엔 해군의 지원 덕분에 유엔군 측면 공격 시도는 불가능하다고 결정했다. 대신 그들은 방어선을 돌파하고 붕괴시키기 위해 정면 공격을 사용하기로 선택했다. 이것이 전투에서 성공을 거둘 수 있는 유일한 희망으로 여겨졌다. 소련의 정보에 따라 북한군은 유엔군이 낙동강 방어선을 따라 병력을 증강하고 있으며, 곧 공세를 펼치지 않으면 전투에서 승리할 수 없다는 것을 알고 있었다. 보조 목표는 대구를 포위하고 그 도시의 유엔군 부대를 격멸하는 것이었다. 이 임무의 일환으로 조선인민군은 먼저 대구로 향하는 보급선을 끊을 것이었다.
8월 20일, 조선인민군 사령부는 예하 부대에 작전 명령을 하달했다. 계획은 유엔 방어선에 대한 동시 5개 방향 공격을 요구했다. 이 공격들은 유엔 방어선을 압도하고 조선인민군이 최소 한 곳에서 방어선을 돌파하여 유엔군을 후퇴시키도록 강요할 것이었다. 5개의 전투 집단이 명령되었다. 중앙 공격은 조선인민군 제9, 제4, 제2사단 (조선민주주의인민공화국) 및 제10사단 (조선민주주의인민공화국)이 낙동강 돌출부에서 미군 제2보병사단을 돌파하여 밀양과 영산으로 진격할 것을 요구했다.

## 전투

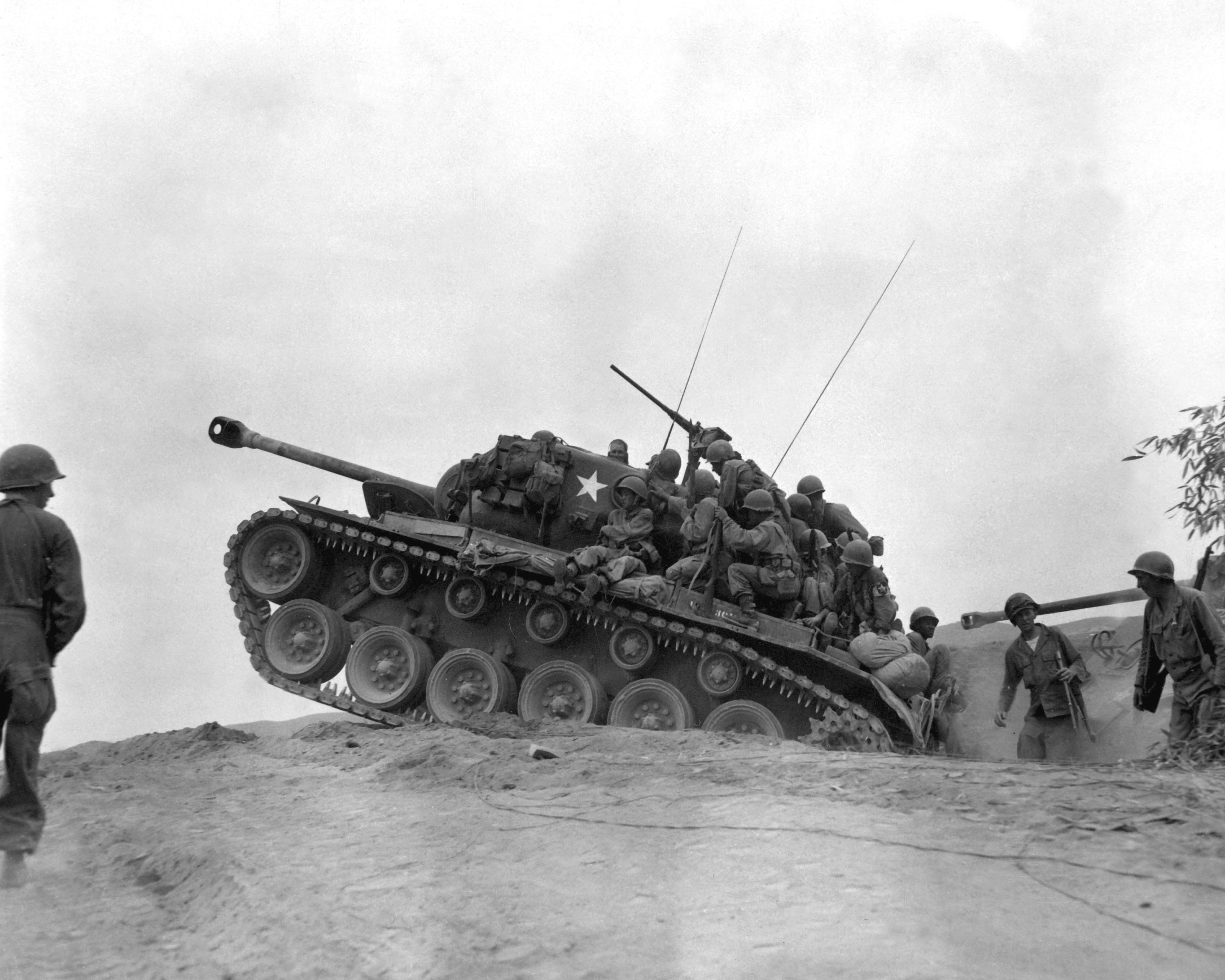
9월 3일, 미국 제9보병연대 병력들이 낙동강을 건너는 북한군의 공격을 기다리고 있다.

9월 1일 아침, 조선인민군 제9사단의 제1연대와 제2연대는 성공적인 강 도하와 미군 방어선 돌파 후 영산에서 불과 몇 마일 떨어진 곳에 있었다. 이는 전쟁에서 그들의 첫 공세였다. 제3연대는 인천에 남겨졌지만, 사단장 박교삼 소장은 영산을 점령할 가능성이 높다고 판단했다.
조선인민군 제9사단이 영산에 접근할 때, 제1연대는 북쪽에, 제2연대는 남쪽에 있었다. 사단에 배속된 지원 부대는 조선인민군 제1군단 (조선민주주의인민공화국)의 76mm 포병대대 1개, 대공 포병대대 1개, 조선인민군 제16기갑여단의 전차대대 2개, 제4사단의 포병대대 1개로 구성되어 이례적으로 강력한 지원을 제공했다. 그 뒤를 이어 강을 건너온 제4사단은 병력이 크게 약화되고 무기가 부족하며 대부분 미숙한 보충병으로 구성된 부대였다. 포획된 조선인민군 문서는 신반리 지역에서 낙동강 돌출부로 공격한 이 부대 집단을 조선인민군 제1군단의 주력 부대로 언급했다. 제9사단의 일부 병력은 9월 1일 오후에 영산 서쪽의 언덕에 도달했다.
9월 1일 아침, 제2보병사단 미국 제9보병연대는 E 중대의 산산조각 난 잔여 병력만으로 영산을 방어할 병력이 거의 없었다. 사단장 로렌스 B. 카이저 소장은 이 비상사태에서 미국 제2공병대대를 연대에 배속시켰다. 미군 제72전차대대와 제2사단 정찰중대 또한 영산 근처에 배치되었다. 연대장은 공병대를 영산 북서쪽에 아치형으로 펼쳐진 낮은 언덕 줄에 배치할 계획이었다.

### 북한의 공격
제2공병대대 A중대는 영산-낙동강 도로의 남쪽으로 이동했고, 제2공병대대 D중대는 도로의 북쪽에 있었다. 영산에서 약 2 마일 (3.2 km) 서쪽에서 약 300명의 조선인민군 병력이 A중대와 교전했다. 제82대공포대대 M19 대공 자주포들이 이 교전에서 공병들을 지원했으며, 이 교전은 몇 시간 동안 지속되었다. 한편, 조셉 S. 브래들리 준장의 승인을 받아 D중대는 영산의 바로 남쪽이자 영산을 내려다보는 언덕으로 이동했다. 보병 소대가 그 뒤에 진지를 구축했다. A중대는 이제 D중대의 왼쪽 측면에 있는 영산 남동쪽 가장자리로 후퇴하라는 명령을 받았다. 그곳에서 A중대는 도로를 따라 진지를 구축했고, 그 왼쪽에는 공병대대 C중대가 있었고, C중대 너머에는 제2사단 정찰중대가 있었다. D중대가 점령한 언덕은 실제로는 마을 남동쪽에 위치한 큰 산악 지대의 서쪽 끝이었다. 밀양으로 가는 도로는 영산에서 남쪽으로 나와 이 산의 서쪽 끝을 돌아 동쪽으로 그 남쪽 기슭을 따라 이어졌다. D중대는 그 위치에서 마을뿐만 아니라 그 출구인 밀양으로 가는 도로도 장악했다.
조선인민군은 또한 남쪽에서도 영산에 접근했다. 미군 제2사단 정찰중대와 제72전차대대 전차들이 격렬한 전투에서 그들과 맞섰다. 이 작전에서 정찰중대 상사 찰스 W. 터너가 특히 두드러진 활약을 펼쳤다. 그는 전차에 탑승하여 노출된 포탑 기관총을 조작하고 전차 사격을 지휘하여 조선인민군 기관총 7대를 파괴했다고 보고되었다. 터너와 이 전차는 조선인민군의 집중 포화를 받아 전차의 잠망경과 안테나가 부러지고 50발 이상의 피탄을 입었다. 터너는 부상을 입었음에도 불구하고 전차에 남아 있다가 전사했다. 그날 밤 조선인민군 병사들은 영산 주변의 낮은 지대를 넘어 남쪽에서 마을로 진입했다.
조선인민군은 이제 공병 진지를 돌파하려 시도했다. 날이 밝자 D중대가 마을과 그 접근로를 장악하고 있었기 때문에 그들은 전투에 증원군을 투입할 수 없었다. 오전 11시까지 격렬하게 진행된 이 전투에서 공병들은 포병이나 박격포 지원을 받지 못했다. D중대는 새로운 3.5인치와 구형 바주카를 조선인민군 보병에 사용하여 이를 보완했다. 18개의 바주카포와 기관총, 소총의 사격은 밀양으로 동진하려는 길을 필사적으로 확보하려던 조선인민군에게 매우 큰 피해를 입혔다. 영산의 남쪽과 동쪽 가장자리에 위치한 제72전차대대 A 및 B중대 전차들은 이 전투의 강도를 공병들과 똑같이 나누어 가졌다. 이 난전에서 전사하거나 부상당하지 않은 D중대의 유일한 중대장은 전사 12명과 부상 18명을 낸 D중대의 유일한 장교였다. 영산의 가장자리와 마을 남쪽 언덕 경사면은 조선인민군의 시체와 파괴된 장비로 뒤덮였다.

### 증원군
이 전투가 영산에서 아침 내내 격렬하게 벌어지는 동안, 지휘관들은 점령당한 강 방어선 진지에서 그 지역으로 도착한 제9보병연대 병력 약 800명을 재편성했다. 그중에는 주요 조선인민군 도하 경로에 있지 않아 동쪽으로 성공적으로 철수한 F 및 G중대도 있었다. 그들은 분대 공용 화기나 중장비가 없었다. 9월 2일 오후 중반, 전차와 재편성된 미군 제9보병연대 제2대대가 제2공병대대 A중대를 통과하여 영산으로 공격했고, 15:00에 마을을 다시 점령했다. 나중에 제2공병대대 A중대의 바주카 팀 두 개가 영산 바로 서쪽에서 T-34 전차 세 대를 격파했다. 미군 지상 및 공중 작전은 그날 마을 남서쪽에서 다른 조선인민군 전차들을 파괴했다. 저녁까지 조선인민군은 서쪽 언덕으로 몰렸다. 저녁에는 제2대대와 제2공병대대 A중대가 영산에서 0.5 마일 (0.80 km) 떨어진 첫 번째 낮은 언덕 줄을 점령했는데, 공병대는 서쪽에, 제2대대는 마을 북서쪽에 위치했다. 적어도 당분간은 밀양으로 향하는 조선인민군의 진격이 저지되었다. 이 시기에 극심한 병력 부족에 시달리던 미군 부대는 한국군 증원군 (카투사)으로 보강되기 시작했다. 그러나 카투사와 미군 병력 간의 문화적 차이로 인해 긴장이 발생했다.
9월 2일 09:35, 조선인민군이 영산 남쪽 가장자리의 공병 부대를 격멸하고 밀양으로 가는 도로를 확보하려 시도하는 동안, 미국 제8군 사령관 월턴 워커 중장은 도쿄의 극동사령부 (미국) 부참모장 소장 도일 O. 히키와 전화 통화를 했다. 그는 방어선 주변 상황을 설명하고 가장 심각한 위협은 미군 제2사단과 제25사단 사이의 경계선에 있다고 말했다. 그는 자신의 예비 병력의 위치와 사용 계획을 설명했다. 그는 브리가디어 에드워드 A. 크레이그 준장이 이끄는 제1임시해병여단 (미국)을 영산으로 이동시키기 시작했지만, 아직 그곳에 투입하도록 허가하지 않았으며, 유엔군 사령관 더글러스 맥아더 원수 (미국)가 그들의 사용을 승인하는지 확인하고 싶다고 말했다. 이는 극동사령부의 다른 계획에 지장을 줄 것을 알고 있었기 때문이었다. 워커는 그들을 사용하지 않고는 제2사단 방어선을 복원할 수 없을 것이라고 생각한다고 말했다. 히키는 맥아더가 전날 워커가 필요하다고 판단할 경우 해병대 사용을 승인했다고 답했다. 이 대화 몇 시간 후인 13:15, 워커는 제1임시해병여단을 미군 제2사단에 배속시켰다 그리고 사단의 모든 가용 병력과 해병대가 협력하여 제2사단 작전 구역 내 낙동강 동쪽의 조선인민군을 격멸하고 강 방어선을 복원하는 임무를 수행하도록 명령했다. 이 임무가 완료되는 즉시 해병대는 제2사단 통제에서 해제될 예정이었다.

### 9월 3일 반격

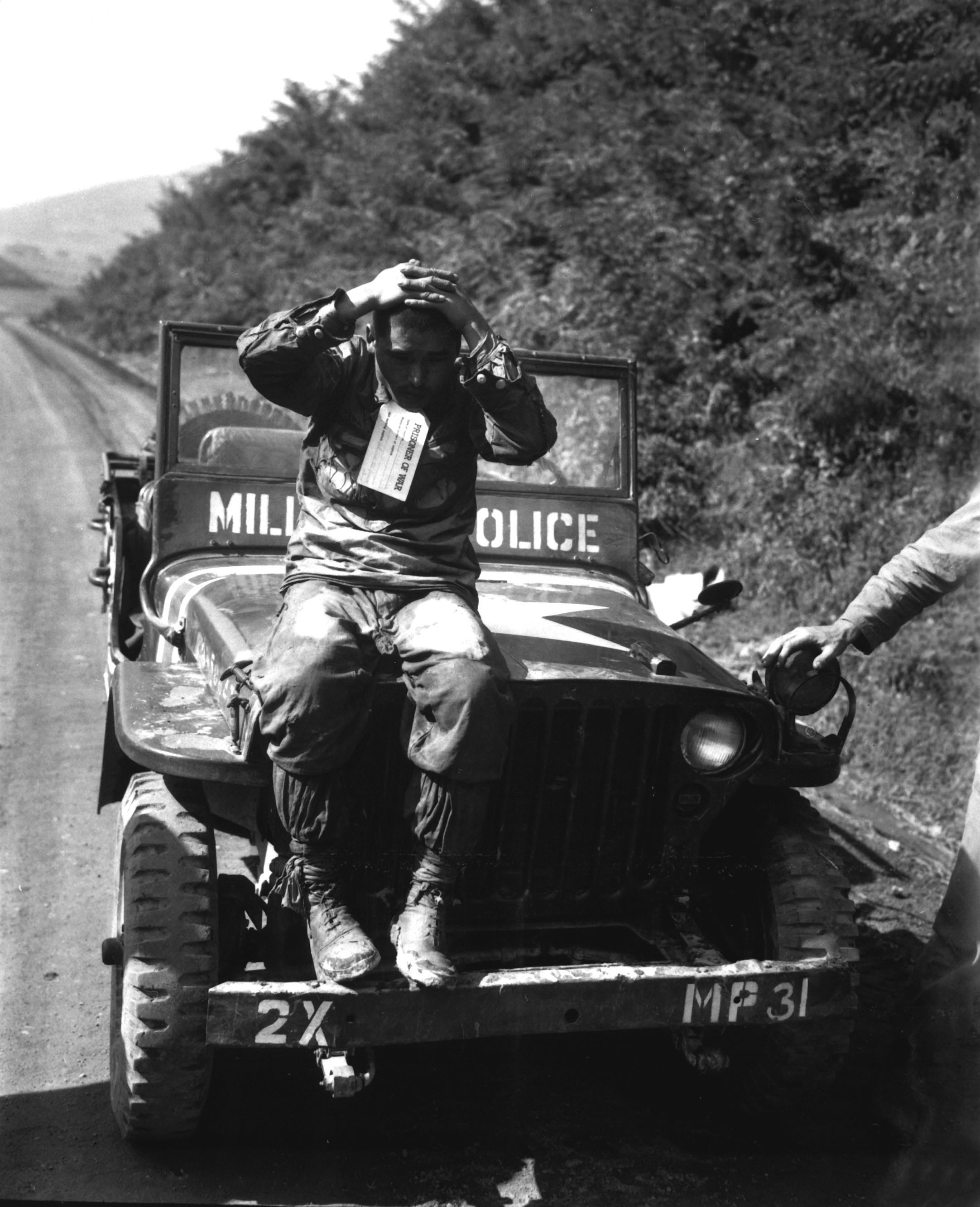
9월 4일 낙동강 돌출부에서 미 해병대가 생포한 북한군 포로.

그날 오후 미군 제2사단 지휘소에서 제8군, 미군 제2사단, 제1해병여단 지휘관들이 참석한 회의가 열렸다. 해병대는 9월 3일 08:00에 영산-낙동강 도로를 따라 서쪽으로 공격하기로 결정되었다. 제9보병연대, 제72전차대대 B중대, 제82대공포대대 D포대는 해병대 위쪽 북서쪽으로 공격하여 미군 미국 제23보병연대와 다시 접촉을 시도할 것이었다. 제2공병대대, 제9보병연대 제1대대 잔여 병력 및 제72전차대대 일부는 해병대의 좌측, 즉 남쪽으로 공격하여 제25사단과 다시 접촉할 것이었다. 제8군은 이제 미군 제24보병사단 사령부와 미군 미국 제19보병연대에 밀양 남쪽 8 마일 (13 km), 남강과 낙동강 합류점에서 동쪽으로 15 마일 (24 km) 떨어진 신반리 지역으로 이동하여 제2사단 또는 제25사단 구역에서 전투에 참가할 준비를 하도록 명령했다.
영산 서쪽 첫 언덕들에 이 방어선을 지키고 있던 병력은 코간리 서쪽 낙동강으로 이어지는 도로 북쪽의 제9보병연대 G중대, 도로를 가로질러 남쪽으로 배치된 제2공병대대 A중대, 그리고 공병대대 아래의 제9보병연대 F중대였다. 9월 3일 03:00에서 04:30 사이, 제1임시해병여단은 전방 집결지로 이동했다. 제2대대 5해병연대는 영산 북쪽에, 제1대대 5해병연대는 영산 남쪽에 집결했다. 제3대대 5해병연대는 영산 남서쪽에서 연대 구역으로 진입하는 접근로를 따라 보안 진지를 구축했다.
밤새도록 공병대대 A중대는 조선인민군과 상당한 교전을 벌였고, 목표에 도달하지 못했다. 9월 3일 새벽, A중대는 해병대의 지정된 출발선이었던 고지를 점령하기 위해 공격했다. 중대는 조선인민군이 견고하게 진지를 구축한 정상까지 100 야드 (91 m) 이내로 경사면을 따라 싸워 올라갔다. 이 지점에서 중대장은 조선인민군이 던진 수류탄을 붙잡아 부하들에게서 멀리 던지려다 파편에 부상을 입었다. 중대는 해병대 전차 포격의 도움을 받아 결국 목표를 달성했지만, 이른 아침의 출발선 전투로 인해 계획된 공격이 지연되었다.
해병대의 공격은 08:55에 영산 서쪽 0.5 마일 (0.80 km) 지점의 조선인민군 점령 고지를 향해 논을 가로질러 시작되었다. 동서 도로 남쪽의 제1대대 5해병연대는 공중 공격으로 조선인민군 병사들이 무너져 북쪽 경사면을 따라 달려 도로를 건너 제2대대 구역의 116고지로 이동하면서 목표를 달성했다. 항공 타격, 포병 집중 사격, 제1대대의 기관총과 소총 사격은 이제 두 번째 능선에서 올라오는 논의 개방된 공간에 있는 조선인민군 증원군을 사로잡아 대부분을 사살했다. 오후에는 제1대대가 91고지로 진격했다.
도로 북쪽의 제2대대는 영산 서쪽 2 마일 (3.2 km) 지점의 116고지 북쪽 끝에 도달했을 때 격렬한 조선인민군 사격에 부딪혀 더 어려운 시간을 보냈다. 조선인민군은 낮 동안 언덕을 점령했고, 밤에는 제5해병연대 D중대가 그곳에 고립되었다. 영산 서쪽 전투에서 해병대 장갑차는 T-34 전차 4대를 격파했고, 조선인민군 승무원들은 5번째 전차를 버리고 달아났다. 그날 밤 해병대는 영산 서쪽 2 마일 (3.2 km) 지점에 방어선을 구축했다. 제2대대는 그날 18명이 전사하고 77명이 부상당했으며, 대부분은 D중대 소속이었다. 9월 3일 해병대 총 사상자는 전사 34명, 부상 157명이었다. 해병대의 공격과 보조를 맞춰 제9보병연대는 북쪽으로 나란히 진격했다.

### 9월 4일 반격
자정 직전, 제3대대 5해병연대는 제2대대를 통과하여 아침에 공격을 계속하라는 명령을 받았다. 그날 밤 쏟아지는 비로 병사들은 비참했고 사기는 떨어졌다. 조선인민군은 이례적으로 조용했으며 순찰이나 공격을 거의 하지 않았다. 9월 4일 아침, 날씨는 맑았다.
반격은 9월 4일 08:00에 계속되었고, 처음에는 저항이 거의 없었다. 도로 북쪽의 제2대대는 밤새 조선인민군이 철수한 116고지를 빠르게 점령했다. 도로 남쪽의 제1대대는 조선인민군 제9사단의 지휘소로 보이는 곳을 점령했다. 텐트가 여전히 설치되어 있었고 장비가 흩어져 있었다. 방치된 T-34 전차 두 대가 완벽한 상태로 서 있었다. 도로를 따라 진격하는 전차와 지상군은 조선인민군 시체와 파괴되거나 버려진 장비로 가득 찬 것을 발견했다. 밤이 되자 반격은 또 다른 3 마일 (4.8 km)를 진격했다.
그날 밤은 새벽 직전까지 조용했다. 그러다 조선인민군은 해병대 우익의 제9보병연대를 공격했고, 가장 큰 타격은 G중대에 가해졌다. 다시 비가 내리기 시작했고, 공격은 폭우 속에서 이루어졌다. 로렌 R. 카우프만 상사는 전초 진지에서 중대를 구원하기 위해 소대를 이끌고 가다가 능선에서 조선인민군 포위 부대와 마주쳤다. 그는 선두 정찰병을 총검으로 찌르고 뒤따르는 자들에게 수류탄과 소총 사격을 가했다. 그의 갑작스러운 공격은 이 집단을 혼란시키고 흩어지게 했다. 카우프만은 소대를 이끌고 계속 진격하여 압박받는 G중대와 합류하는 데 성공했다. 이어진 작전에서 카우프만은 근접한 조선인민군 진지에 대한 돌격을 이끌었으며, 백병전에서 조선인민군 병사 4명을 더 총검으로 찌르고 기관총 진지를 파괴했으며 박격포 병력을 사살했다. 제9보병연대 전방에 집중된 미군 포병 사격은 이 밤낮 전투에서 조선인민군을 격퇴하는 데 큰 도움이 되었다.

### 9월 5일 반격
9월 5일 아침, 10분간의 포병 준비 사격 후 미군은 3일째의 반격에 나섰다. 비가 오는 날이었다. 공격이 진행되면서 해병대는 오봉리 능선에 접근했고, 제9보병연대는 한 달 전 제1차 낙동강 돌출부 전투에서 완강하게 싸웠던 클로버리프 언덕에 가까워졌다. 그곳에서 오전에 그들은 앞에 있는 고지에 조선인민군 병력들이 진지를 구축하고 있는 것을 볼 수 있었다. 해병대는 두 언덕 사이의 고개를 접근하여 조선인민군이 점령한 고지 앞에 진지를 구축했다.
14:30 경 두곡 마을과 은폐된 진지에서 약 300명의 조선인민군 보병이 나타나 도로 바로 북쪽, 두곡 동쪽의 125고지에 있는 B중대를 공격했다. T-34 전차 두 대가 기습적으로 선두에 서 있던 해병대 M26 퍼싱 전차 두 대를 격파했다. 파괴된 퍼싱 전차들이 시야를 가렸기 때문에 다른 네 대는 더 좋은 위치로 후퇴했다. B중대와 제1대대 돌격팀은 3.5인치 바주카포를 들고 돌격하여 전차들을 사격하여 두 대 모두를 파괴했고, 뒤따라오던 장갑차도 파괴했다. 조선인민군 보병 공격은 잔혹했고, A중대 증원군과 지원 포병 및 해병대 81mm 박격포가 이를 격퇴하는 데 도움을 주기 전에 B중대에 25명의 사상자를 발생시켰다.
9월 5일은 낙동강 방어선 전체에서 사상자가 많이 발생한 날이었다. 육군 부대는 전사 102명, 부상 430명, 실종 587명으로 총 1,119명의 사상자를 냈다. 해병대 부대는 전사 35명, 부상 91명으로 총 126명의 전투 사상자를 냈다. 이날 미군 전투 사상자는 총 1,245명이었다. 이날 조선인민군 전사자 및 부상자 수는 알 수 없지만, 상당한 사상자를 입었을 것으로 추정된다.

### 북한군 격퇴
전날 밤인 9월 4일 20:00, 워커 장군은 9월 5일 자정을 기해 제1임시해병여단을 제2사단의 작전 통제에서 해제하라는 명령을 내렸다. 그는 조선인민군의 낙동강 방어선 공세를 막으려면 이 여단과 당시 한국에 있던 모든 병력이 필요하다고 믿었기 때문에 여단 해제에 대해 헛되이 항의했다. 9월 6일 00:15, 해병대는 오봉리 능선에서 방어선을 떠나 부산으로 향하기 시작했다. 그들은 미국 제1해병연대와 미국 제7해병연대와 합류하여 새로운 미국 제1해병사단을 형성할 예정이었다. 이는 워커 사령부와 맥아더 사령부 간의 격렬한 불일치 끝에 이루어졌다. 워커는 해병대 예비 병력 없이는 낙동강 방어선을 유지할 수 없다고 말했고, 맥아더는 해병대 없이는 인천 상륙 작전을 수행할 수 없다고 말했다. 맥아더는 이에 대해 미군 미국 제17보병연대와 나중에 미군 미국 제65보병연대를 워커의 예비 병력으로 할당했지만, 워커는 경험 없는 병력들이 효과적이지 않을 것이라고 생각했다. 워커는 전환이 방어선 유지가 불확실한 시기에 방어선을 위험에 빠뜨린다고 느꼈다.
포로들의 진술에 따르면, 9월 3일부터 5일까지 영산 서쪽에서 이루어진 미군의 반격은 조선인민군 사단에게 전쟁 중 가장 피비린내 나는 참패 중 하나를 안겨주었다. 비록 병력이 약화된 조선인민군 제4사단의 지원을 받은 조선인민군 제9사단 잔여 병력이 9월 6일에도 오봉리 능선, 클로버리프 언덕, 그리고 낙동강까지의 중간 지대를 여전히 점령하고 있었지만, 미군 반격이 끝난 시점에서 사단의 공격력은 소진되었다. 조선인민군 제9사단과 제4사단은 공세를 재개할 수 없었다.

## 여파
조선인민군 제4사단과 제9사단은 낙동강 돌출부 전투에서 거의 완전히 전멸했다. 제9사단은 9월 1일 공세 시작 시점에 9,350명의 병력을 보유하고 있었다. 제4사단은 5,500명이었다. 제2차 낙동강 돌출부 전투 이후 각 사단에서 북한으로 돌아간 병력은 수백 명에 불과했다. 대부분의 조선인민군 병력은 전사하거나 포로가 되거나 탈영했다. 영산에서의 조선인민군 사상자 수는 정확히 알 수 없지만, 공격 병력의 상당수가 그곳에서 손실되었다. 조선인민군 제2군단 전체가 비슷한 상태였고, 낙동강 방어선에서 지쳐 인천 상륙 작전 이후 고립된 조선인민군은 패배 직전이었다.
영산에서의 미군 사상자 수도 알기 어렵다. 사단의 분산된 부대들이 낙동강 돌출부 전역에서 통신 없이 교전했기 때문에 각 지역의 총 사상자 수를 확인할 수 없었다. 미군 제2보병사단은 제2차 낙동강 돌출부 전투 기간 동안 전사 1,120명, 부상 2,563명, 포로 67명, 실종 69명으로 총 사상자가 발생했다. 여기에는 전 달에 발생한 제1차 낙동강 돌출부 전투에서의 약 180명의 사상자가 포함되었다. 미군은 계속해서 격퇴되었지만 조선인민군이 낙동강 방어선을 돌파하는 것을 막을 수 있었다. 사단은 9월 1일에 17,498명이었지만, 사상자에도 불구하고 공격하기에 좋은 위치에 있었다. 제1임시해병여단은 낙동강 방어선 전투 동안 전사 185명, 부상 약 500명의 사상자를 냈는데, 대부분은 아마도 영산에서 발생했을 것이다.
다시 한번 조선인민군의 치명적인 약점은 인상적인 초기 성공 이후 승리를 잃게 만들었다. 즉, 통신과 보급이 돌파를 활용하고 중요한 지점에서 병력에 집중될 수 있는 대규모 공중, 기갑, 포병 사격에 맞서 지속적인 공격을 지원할 능력이 없었다. 9월 8일까지 그 지역의 조선인민군 공격은 격퇴되었다.

### 인용
1. ↑  Appleman 1998, 392쪽
2. ↑  Varhola 2000, 6쪽
3. ↑  Fehrenbach 2001, 138쪽
4. 1 2  Appleman 1998, 393쪽
5. ↑  Appleman 1998, 367쪽
6. ↑  Bowers, Hammong & MacGarrigle 2005, 149쪽
7. ↑  Appleman 1998, 369쪽
8. ↑  Fehrenbach 2001, 130쪽
9. ↑  Alexander 2003, 139쪽
10. ↑  Appleman 1998, 353쪽
11. ↑  Alexander 2003, 143쪽
12. 1 2  Catchpole 2001, 31쪽
13. ↑  Fehrenbach 2001, 136쪽
14. ↑  Fehrenbach 2001, 135쪽
15. 1 2  Fehrenbach 2001, 139쪽
16. ↑  Millett 2000, 508쪽
17. ↑  Alexander 2003, 181쪽
18. 1 2  Appleman 1998, 395쪽
19. ↑  Appleman 1998, 396쪽
20. 1 2 3 4 5  Millett 2000, 532쪽
21. ↑  Catchpole 2001, 33쪽
22. ↑  Appleman 1998, 459쪽
23. 1 2 3 4 5 6 7 8  Appleman 1998, 460쪽
24. ↑  Catchpole 2001, 34쪽
25. ↑  Alexander 2003, 182쪽
26. 1 2 3  Fehrenbach 2001, 148쪽
27. ↑  Fehrenbach 2001, 146쪽
28. 1 2 3  Millett 2000, 533쪽
29. 1 2 3 4  Appleman 1998, 461쪽
30. 1 2  Alexander 2003, 183쪽
31. 1 2 3 4  Millett 2000, 534쪽
32. 1 2 3 4 5 6  Appleman 1998, 462쪽
33. 1 2 3  Alexander 2003, 184쪽
34. ↑  Fehrenbach 2001, 149쪽
35. 1 2  Catchpole 2001, 36쪽
36. ↑  Fehrenbach 2001, 147쪽
37. ↑  Catchpole 2001, 35쪽
38. 1 2 3  Fehrenbach 2001, 150쪽
39. 1 2 3 4 5 6 7 8 9 10  Alexander 2003, 185쪽
40. 1 2 3 4  Millett 2000, 535쪽
41. 1 2 3  Appleman 1998, 463쪽
42. 1 2 3 4 5 6 7 8 9  Appleman 1998, 464쪽
43. 1 2  Fehrenbach 2001, 151쪽
44. ↑  Millett 2000, 536쪽
45. ↑  Fehrenbach 2001, 152쪽
46. ↑  Fehrenbach 2001, 153쪽
47. 1 2 3 4 5 6  Appleman 1998, 465쪽
48. 1 2  Millett 2000, 537쪽
49. 1 2  Alexander 2003, 186쪽
50. 1 2 3 4  Fehrenbach 2001, 154쪽
51. 1 2  Appleman 1998, 603쪽
52. ↑  Alexander 2003, 187쪽
53. ↑  Fehrenbach 2001, 158쪽
54. ↑  Appleman 1998, 604쪽
55. ↑  Ecker 2004, 16쪽
56. 1 2  Ecker 2004, 20쪽
57. ↑  Ecker 2004, 14쪽
58. ↑  Appleman 1998, 382쪽